# Edmund von Krieghammer
Edmund von Krieghammer (Landshut, 4 giugno 1832 – Bad Ischl, 21 agosto 1906) è stato un generale e politico austriaco.

## Biografia
Edmund von Krieghammer studiò presso l'Accademia militare Teresiana di Wiener Neustadt e nel 1849 ne uscì come Tenente affidato al 5º reggimento dragoni col quale combatté in Ungheria per sedare i moti rivoluzionari di quell'anno. Nella guerra con il Piemonte (1859) prima e poi contro la Prussia (1866) prese parte come Capitano di cavalleria. Dopo aver frequentato la scuola di cavalleria, nel 1869 venne promosso al grado di Maggiore, passando a quello di Colonnello nel 1874, a Maggiore Generale nel 1879 e venendo infine promosso Luogotenente Feldmaresciallo nel 1881.
Dal 1886 creò la divisione Krieghammer nella 6ª di fanteria e dal 1889 venne nominato comandante generale a Cracovia. Il 23 settembre 1893 venne nominato Ministro imperiale della Guerra dopo la morte di Rudolf Merkl, dimettendosi nel 1902 per dei contrasti sopraggiunti con la compagine ungherese dell'esercito sulla base dei modelli militari da lui introdotti che tendevano a favorire il ruolo centrale dell'Austria e dei paesi germanofoni.
Divenuto barone, Edmund von Krieghammer morì il 21 agosto 1906 a Bad Ischl dove si era ritirato a vita privata.